# Guglielmo Vicario
Guglielmo Vicario (* 7. říjen 1996 Udine, Itálie) je italský fotbalový brankář, který chytá v anglickém Tottenhamu a za italský národní tým.

## Klubová kariéra

### Udinese
Vicario je odchovancem italského klubu Udinese Calcio, do jehož akademie přišel v roce 2013. 
Do A-týmu Udinese se však nedostal, a tak v létě 2014 odešel na roční hostování do čtvrtoligového klubu Fontanafredda. Zde debutoval v pouhých 17 letech a okamžitě si vydobyl místo v základní sestavě. Na konci sezony tým dosáhl na klidnou záchranu v soutěži a Vicario k tomu přispěl 4 čistými konty z 30 utkání.

### Benátky

#### Sezóna 2015/16
V létě 2015 se po návratu z Fontanafreddy odešel Vicario na další hostování do čtvrté ligy, a to do Benátek. V dresu Arancioneroverdi získal hned ve své první sezoně mistrovský titul a postoupil s klubem do Serie C. Vicario nastoupil do 38 z 40 ligových utkání, ve kterých udržel 17 čistých kont.

#### Sezóna 2016/17
Před startem sezóny 2016/17 přestoupil Vicario do Benátek natrvalo. Přišel však o pozici brankářské jedničky, do klubu totiž přestoupil také jiný brankář, a to Davide Facchin. Vicario v sezóně odehrál jen 2 utkání a v jednom z nich udržel čisté konto. Benátky svou skupinu Serie C vyhrály a postoupili do druhé nejvyšší soutěže.

#### Sezóna 2017/18
V následující sezóně z klubu Facchin odešel, a tak Vicario bojoval o post brankářské jedničky s nově přichozím Emilem Auderem. V prvních kolech ligového ročníku se s Auderem v brance střídali, trenér Filippo Inzaghi však nakonec upřednostňoval Audera, jenž do Benátek přišel na roční hostování z Juventusu.
Vicario debutoval v Serii C v dresu Benátek 5. března 2017 v zápase proti Teramu. V sezóně 2017/18 odehrál 7 ligových utkání, v nichž udržel 4 čistá konta a inkasoval dohromady jen 5 branek. Benátky v lize skončily na 5. příčce a v postupovém play-off podlehly v semifinále Palermu.

#### Sezóna 2018/19
Na začátku sezóny 2018/19 vynechal Vicario první čtyři ligová utkání kvůli zranění prstu, a tak se mezi třemi tyčemi objevoval Luca Lezzerini. Z prvních 4 kol však Benátky získaly jen tři body, a tak dostal šanci Vicario. Mladý italský brankář do branky už nikoho nepustil a dovedl tým ke konečné 15. příčce.

### Cagliari
Dne 17. července 2019 podepsal pětiletou smlouvu s prvoligovým Cagliari. O týden později odešel na roční hostování zpátky do Serie B.

#### Perugia (hostování)
Dne 25. července 2019 odešel na roční hostování do Perugie. V dresu klubu, jenž v Serii B skončil na konečném 16. místě, odchytal 37 ligových utkání, v nichž udržel 9 čistých kont, nicméně sestupu do Serie C zabránit nedokázal.

#### Sezóna 2020/21
V sezóně 2020/21 kryl záda dlouhodobé brankářské klubové jedničce Alessiovi Cragnovi. Na začátku dubna Vicario využil toho, že Cragno měl před ligovým zápasem proti Interu Milán pozitivní test na covid-19. V zápase proti Interu Vicario debutoval v italské nejvyšší soutěži. Utkání skončilo prohrou Cagliari 1:0. Vicario v lize odchytal další tři utkání a celkově udržel jedno čisté konto.

### Empoli

#### Sezóna 2021/22
Dne 9. července 2021 se Vicario připojil k Empoli na roční hostování s opcí. Vicario v klubu, jenž právě postoupil do Serie A, zaujal místo brankářské jedničky. V lize odchytal všech 38 utkání, v nichž udržel 7 čistých kont, a dovedl tým ke konečné 14. příčce v nejvyšší soutěži.

#### Sezóna 2022/23
Dne 18. června 2022 Empoli uplatnilo opci na koupi Vicaria, který tak do klubu přestoupil na trvalo. Vicario si udržel pozici jedničky a na podzim odchytal všech 15 ligových utkání. V zimním přestupovém období byl Vicario spojován s odchodem z klubu, o jeho služby měl například turecký Galatasaray či AC Milán. V lednu 2023 pak o Vicaria usiloval i německý Bayern Mnichov, který hledal zástup za zraněného Manuela Neuera. Empoli však odmítlo italského brankáře prodat.
Vicario tak sezónu 2022/23 v Empoli dochytal, celkem si připsal 7 čistých kont v 31 ligových střetnutích. Na konci června projevil zájem o Vicaria londýnský Tottenham Hotspur.

### Tottenham Hotspur
Dne 27. června 2023 přestoupil Vicario do anglického Tottenhamu, se kterým podepsal pětiletý kontrakt. Empoli za něho dostalo 18,5 milionů eur. Jednalo se tak o historicky nejdražší prodej v dějinách tohoto italského klubu.
Dne 21. května 2025 vychytal Vicario pro Tottenham první trofej po 17 letech, když londýnský celek ve finále Evropské ligy porazil 1:0 Manchester United.

## Reprezentační kariéra
Dne 17. září 2022 se Vicario dočkal prvního pozvání do italské fotbalové reprezentace, když ho manažer Roberto Mancini nominoval na zápasy Ligy národů UEFA proti Anglii a Maďarsku.
Vicario byl povolán i na listopadový reprezentační sraz, nicméně ani v přátelských utkáních proti Albánii a Rakousku si nepřipsal reprezentační debut, přednost před ním dostali Gianluigi Donnarumma a Alex Meret.
V červnu 2023 byl nominován na závěrečný turnaj Ligy národů, přes Gianluigiho Donnarummu se však do branky nedostal. Itálie po prohře v semifinále proti Španělsku porazila v zápase o třetí místo Nizozemsko a získala na turnaji bronzovou medaili.

## Statistika

### Klubová
| Sezóna            | Klub              | Liga              | Liga   | Liga      | Ligové poháry | Ligové poháry | Ligové poháry | Kontinentální poháry | Kontinentální poháry | Kontinentální poháry | Celkem | Celkem    |
| Sezóna            | Klub              | Soutěž            | Zápasy | Obd. góly | Soutěž        | Zápasy        | Obd. góly     | Soutěž               | Zápasy               | Obd. góly            | Zápasy | Obd. góly |
| ----------------- | ----------------- | ----------------- | ------ | --------- | ------------- | ------------- | ------------- | -------------------- | -------------------- | -------------------- | ------ | --------- |
| 2014/15           | Fontanafredda     | Serie D           | 30     | 46        | -             | 0             | 0             | -                    | 0                    | 0                    | 30     | 46        |
| 2015/16           | Benátky           | Serie D           | 38     | 34        | -             | 0             | 0             | -                    | 0                    | 0                    | 38     | 34        |
| 2016/17           | Benátky           | Lega Pro          | 2      | 1         | -             | 0             | 0             | -                    | 0                    | 0                    | 2      | 1         |
| 2017/18           | Benátky           | Serie B           | 7      | 5         | IP            | 0             | 0             | -                    | 0                    | 0                    | 7      | 5         |
| 2018/19           | Benátky           | Serie B           | 34     | 42        | IP            | 0             | 0             | -                    | 0                    | 0                    | 34     | 42        |
| Celkem za Benátky | Celkem za Benátky | Celkem za Benátky | 81     | 82        | -             | 0             | 0             | -                    | 0                    | 0                    | 81     | 82        |
| 2019/20           | Perugia           | Serie B           | 37     | 48        | IP            | 2             | 1             | -                    | 0                    | 0                    | 39     | 49        |
| 2020/21           | Cagliari          | Serie A           | 4      | 6         | IP            | 3             | 4             | -                    | 0                    | 0                    | 7      | 10        |
| 2021/22           | Empoli            | Serie A           | 38     | 70        | IP            | 1             | 2             | -                    | 0                    | 0                    | 39     | 72        |
| 2022/23           | Empoli            | Serie A           | 31     | 39        | IP            | 1             | 2             | -                    | 0                    | 0                    | 32     | 41        |
| Celkem za Empoli  | Celkem za Empoli  | Celkem za Empoli  | 69     | 109       | -             | 2             | 4             | -                    | 0                    | 0                    | 71     | 113       |
| 2023/24           | Tottenham         | Premier League    | 38     | 61        | AP+ALP        | 2+0           | 1+0           | -                    | 0                    | 0                    | 40     | 62        |
| 2024/25           | Tottenham         | Premier League    | ?      | ?         | AP+ALP        | ?+?           | ?             | EL                   | ?                    | ?                    | ?      | ?         |
| Celkově           | Celkově           | Celkově           | 257    | 351       | -             | 9             | 10            | -                    | 0                    | 0                    | 266    | 361       |

### Reprezentační

#### Statistika na velkých turnajích
| Itálie | ME 2024 | Neodehrál žádné ze 4 utkání |

## Úspěchy

### Klubové

#### Benátky
- vítěz 3. italské ligy: 2016/17

#### Tottenham FC
- vítěz Evropská liga UEFA: 2024/25

### Reprezentační
- 1× na ME 2024
- 1x na LN UEFA 2023 – bronz